# Guizot-Preis
Der Guizot-Preis (Prix Guizot) ist ein 1994 gestifteter Preis der Académie française für ein herausragendes geschichtswissenschaftliches Werk. Er ist nach François Guizot benannt. Der Preis ist mit einer Geldsumme (im Jahr 2024 bis 1500 Euro) verbunden oder mit einer Silber- oder Bronzemedaille.
Er entstand aus der Umgruppierung älterer Preise der Fondations Guizot und Chodron de Courcel, Yvan Loiseau und Eugène Piccard.
Es gibt auch den Prix Guizot-Calvados, der ebenfalls für ein geschichtswissenschaftliches Werk vergeben wird (seit 1994 alle zwei Jahre).

## Preisträger
- 1995:
  - Jean-Pierre Valognes, Vie et mort des chrétiens d'Orient, des origines à nos jours (Fayard)
- 1996:
  - Barbara de Negroni, Lectures interdites. Le travail des censeurs au XVIIIe siècle (Albin Michel)
  - Alain Boureau, Le Droit de cuissage. La fabrication d'un mythe (Albin Michel)
- 1997
  - Michel-Edmond Richard, Notables protestants, en France, dans la première moitié du XIXe siècle (Lys)
  - Serge de Robiano, Echec à l'Empereur, echec au Roi. Maurice de Brogie, évêque de Gand (1766-1821) (Quorum)
  - Youri Roubinski, La Russie à Paris (Editions du Mécène)
  - Paul Butel, Histoire de l'Atlantique, de l'Antiquité à nos jours (Perrin)
- 1998:
  - François Caron, Histoire des chemins de fer en France (Fayard)
  - Pierre Pouchain, Les Maîtres du Nord (Perrin)
- 1999:
  - Claude Fohlen, Histoire de l'esclavage aux Etats-Unis (Perrin)
- 2000:
  - Alain Gérard, Par principe d'humanité...la Terreur et la Vendée (Fayard)
  - Jacques Jourquin, Dictionnaire des maréchaux du Premier Empire
- 2001:
  - Francis Rapp, Le Saint Empire romain germanique, d'Otton le Grand à Charles Quint (Tallandier)
  - François Crouzet, Histoire de l'Economie européenne (Albin Michel)
- 2002:
  - Jean Ayanian, Le Kemp, une enfance intra muros (Paranthèses)
  - Victor Debuchy, La vie à Paris sous la Commune (Christian)
  - Élisabeth Crouzet-Pavan, Enfers et Paradis. L'Italie de Dante et de Giotto (Albin Michel)
  - Jean Mathiex, Civilisations imperiales (Félin)
- 2003:
  - Jean-Marc Moriceau, Terres mouvantes. Les campagnes françaises du féodalisme à la mondialisation, XIX-XXe siècle (Fayard)
  - Jean Verdon, Boire au Moyen Age (Perrin)
  - Reynald Abad, Le Grand Marché. L’approvisionnement alimentaire de Paris sous l’Ancien Régime (Fayard)
- 2004:
  - Jean-Pierre Rioux, Au bonheur la France (Perrin)
- 2005:
  - Janine Garrisson, L'Affaire Calas: Miroir des passions françaises (Fayard)
- 2006:
  - Marc Boyer, Le Thermalisme dans le Grand Sud-Est de la France (Presses universitaires de Grenoble)
  - Olivier Chaline, Le Règne de Louis XIV (Flammarion)
  - Véronique Larcade, Les Cadets de Gascogne. Une histoire turbulente (Sud-Ouest)
- 2007:
  - André Chervel, Histoire de l'enseignement du français du XVIIe au XXe siècle (Retz)
  - Dominique Iogna-Prat, La Maison Dieu. Une histoire monumentale de l'Église au Moyen Age (Seuil)
  - Charles Frostin, Les Pontchartrain ministres de Louis XIV. Alliances et réseau d'influence sous l'Ancien Régime (Presses universitaires de Rennes)
- 2008:
  - Lucien Jaume, Tocqueville: les sources aristocratiques de la liberté (Fayard)
  - Marie-Claude Blais, La Solidarité. Histoire d'une idée (Gallimard)
  - Edina Bozoky, La Politique des reliques de Constantin à Saint Louis (Beauchesne)
  - Jean-Marc Berliere, Liquider les traîtres. La face cachée du PCF (1941-1943) (Robert Laffont)
  - Esther Benbassa, La Souffrance comme identité (Fayard)
- 2009:
  - Stella Ghervas, Réinventer la tradition. Alexandre Stourdza et l'Europe de la Sainte-Alliance (Honoré Champion)
  - Jacques Le Rider, L'Allemagne au temps du réalisme. De l'espoir au désenchantement (1848-1890) (Albin Michel)
  - Grégoire Kauffmann, Édouard Drumont (Perrin)
  - Charles Wright, Casanova ou l'essence des Lumières (B. Giovanangeli)
  - Alain Monod, Vauban ou la mauvaise conscience du roi (Riveneuve)
- 2010:
  - Catherine Horel, Cette Europe qu’on dit centrale. Des Habsbourg à l’intégration européenne 1815-2004 (Beauchesne)
  - David Bitterling, L’Invention du pré carré. Construction de l’espace français sous l’Ancien Régime (Albin Michel)
  - Jacques-Alain de Sédouy, Le Concert européen. Aux origines de l’Europe 1814-1914 (Fayard)
  - Alain Cabantous, Histoire de la nuit XVIIe-XVIIIe siècle (Fayard)
  - Nathan Wachtel, La Logique des bûchers (Seuil)
- 2011:
  - Charles-Edouard Levillain, Vaincre Louis XIV: Angleterre - Hollande - France, histoire d'une relation triangulaire 1665-1688 (Champ Vallon)
  - Frank Attar, Aux armes, citoyens ! Naissance et fonctions du bellicisme révolutionnaire (Seuil)
- 2012:
  - Ivan Jablonka, Histoire des grands-parents que je n’ai pas eus. Une enquête
  - André Burguière, Le Mariage et l’Amour en France, de la Renaissance à la Révolution
- 2013:
  - Alain Testart, Avant l’histoire. L’évolution des sociétés, de Lascaux à Carnac
  - Thierry Lentz, Napoléon diplomate
- 2014
  - Anthony Glinoer und Vincent Laisney, L’Âge des cénacles. Confraternités littéraires et artistiques au XIXe siècle
  - Michel Pernot, Henri III. Le roi décrié
- 2015
  - Edmond Dziembowski, La Guerre de sept ans (1756–1763)
  - Antoine Lilti, Figures publiques. L’invention de la célébrité (1750–1850)
- 2016
  - Vincent Robert, La Petite-Fille de la sorcière. Enquête sur la culture magique des campagnes au temps de George Sand
  - Nicolas Rousselier, La Force de gouverner. Le pouvoir exécutif en France (XIXe-XXIe siècle)
- 2017
  - Dominique Julia, Le Voyage aux saints. Les pèlerinages dans l’Occident moderne (XVe-XVIIIe siècle)
  - Pierre-François Souyri, Moderne sans être occidental
- 2018
  - Éric Anceau, L’Empire libéral
  - Antoine Compagnon, Les Chiffonniers de Paris
- 2019
  - Jean-Pierre Cabestan, Demain la Chine: démocratie ou dictature ?
  - Marcel Gauchet, Robespierre, l’homme qui nous divise le plus
- 2020
  - Michaël Fœssel, Récidive 1938
  - Évelyne Lever, Paris sous la Terreur
- 2021
  - Isabelle Dasque, Les Diplomates de la République (1871-1914)
  - Clément Oury, La Guerre de Succession d’Espagne. La fin tragique du Grand Siècle
- 2022
  - Christian Baechler, La Trahison des élites allemandes. Essai sur le rôle de la bourgeoisie culturelle (1770-1945)
  - Jean-Pierre Langellier, Léopold Sédar Senghor
- 2023
  - Iris de Rode, François-Jean de Chastellux (1734-1788). Un soldat-philosophe dans le monde atlantique à l’époque des Lumières
  - Bertrand Tillier, La Disgrâce des statues. Essai sur les conflits de mémoire, de la Révolution française à Black Lives Matter
- 2024
  - Frédéric Régent, Libres de couleur. Les affranchis et leurs descendants en terres d’esclavage (XIVe-XIXe siècle)
  - Jean-Marc Schiappa, Gracchus Babeuf
- 2025
  - François-Guillaume Lorrain, Il fallait bien les aider. Quand des Justes sauvaient des Juifs en France
  - Catherine Mayeur-Jaouen, Le Culte des saints musulmans. Des débuts de l’islam à nos jours